# Квасьневский, Александр
Алекса́ндр Квасьне́вский (пол. Aleksander Kwaśniewskiо файле; род. 15 ноября 1954, Бялогард, ПНР) — польский государственный и политический деятель, президент Республики Польша в 1995—2005 годах (переизбран в 2000 году).
Министр без портфеля в правительствах Збигнева Месснера и Тадеуша Мазовецкого(1985-1989), председатель Польского олимпийского комитета в 1988-1991 годах, депутат Сейма I и II созывов (1991-1995) от Союза демократических левых сил (SLD) и руководитель парламентской фракции SLD.

## Биография
После окончания Гданьского университета с 1977 по 1981 год работал в структурах Социалистического союза польских студентов. В 1979 году женился на Иоланте Квасьневской (в девичестве Конта), которая в 1981 году родила дочь Александру. В 1981—1984 годах был главным редактором студенческого еженедельника Itd, затем — популярной газеты «Штандар млодых» (1984—1985).
С 1985 года — министр по делам молодежи, в 1987—1990 годах был председателем Комитета по делам молодежи, спорта и физической культуры ПНР, в 1988—1991 годах — президент Национального олимпийского комитета Польши. С 1977 по 1990 год был членом ПОРП.
После упразднения Польской Народной Республики стал лидером левого крыла Социал-демократической партии Польши, преемницы бывшей правящей Польской объединённой рабочей партии, а также одним из основателей Демократического левого альянса.
С 1990 по 1995 год был лидером Социал-демократии Республики Польша (пол. Socjaldemokracja Rzeczypospolitej Polskiej) (наследница Польской объединённой рабочей партии, ПОРП, а позднее Союза демократических левых сил (пол. Sojusz Lewicy Demokratycznej). В 1991—1995 годах был депутатом Сейма.
Квасьневский является атеистом. В некоторых источниках указывается, что Квасьневский декларирует агностицизм.
Кроме родного польского, Квасьневский свободно владеет русским и английским языками.

## Президентство
Избран президентом в 1995 году, победив во втором туре Леха Валенсу. Переизбран президентом в 2000 году в первом туре.
Во время президентской кампании 1995 года основными лозунгами Квасьневского были: «Выбираем будущее» (пол. Wybierzmy przyszłość) и «Польша для всех» (пол. Wspólna Polska). Во втором туре выборов Квасьневский набрал 51,7 % голосов против 48,3 % у Леха Валенсы, экс-лидера «Солидарности». Инаугурация Квасьневского прошла 23 декабря 1995 года.
Курс экономической политики Квасьневского — рыночная демократия, вступление в Европейский союз и НАТО, приватизация государственного имущества. Во многом было осложнено прохождение законов через Сейм из-за доминирования оппозиции.
16 июля 1997 года была одобрена на референдуме новая конституция Польши, которая вызвала споры среди многих политических сил Польши.
После саммита в Мадриде в 1997 году и саммита в Вашингтоне Польша, Чехия и Венгрия вступили в НАТО, а 1 мая 2004 года — в Европейский союз. Один из инициаторов политики «открытых дверей» в области расширения ЕС.
Поддержал войну НАТО против Югославии в 1999 году, вторжение США в Афганистан в 2001 году, в Ирак в 2003 году. В декабре 2005 года, меньше чем через два месяца после президентских выборов, на которых победил Лех Качиньский, в Польше разразился политический скандал: журналисты обвинили власти в том, что на территории Польши несколько лет находились секретные тюрьмы ЦРУ, в которых в нарушение международных норм содержались лица, подозреваемые США в причастности к исламистским движениям. По данным журналистов, в таких тюрьмах к заключенным, помещённым туда без суда и следствия, применялись физические и психологические пытки.
В 2003 году Рышард Сивец, известный в связи с актом самосожжения, совершённым им в 1968 году в знак протеста против вторжения войск стран Варшавского договора в Чехословакию, был посмертно награждён польским орденом Polonia Restituta, однако семья покойного отказалась принять награду от президента Квасьневского как яркого представителя коммунистического движения в Польше.
Срок президентского правления Квасьневского закончился 23 декабря 2005 года, когда он передал власть своему преемнику — консерватору Леху Качиньскому.

## Парламентские выборы 2007 года
На досрочных парламентских выборах 2007 года Квасьневский возглавил блок «Левые и демократы» (пол. Lewica i Demokraci, LiD), объединившую посткоммунистов и последователей «Солидарности» (Демократическую партию). Предсказывалось, что блок получит около 30 % голосов, но в итоге он потерпел поражение, так как не смог предложить реальной альтернативы двум ведущим партиям — «Право и справедливость» и «Гражданская платформа». Публичные выступления Квасьневского во время кампании создали его блоку больше проблем, чем преимуществ, так как он был обвинён в алкоголизме.

## Общественная, научная и коммерческая деятельность
7 марта 2006 года Александр Квасьневский стал Почётным профессором Джорджтаунского университета, где он преподаёт в Школе дипломатии имени Эдмунда Уолша по теме современной европейской политики, трансатлантических отношений и демократизации Центральной и Восточной Европы. Он также является экс-председателем Европейского совета по толерантности и взаимоуважению, членом Попечительского совета Международной кризисной группы, членом Атлантического совета США, членом Бильдербергской группы, главой Наблюдательного совета Фонда «Amicus Europae» и Международного центра политических исследований, Председателем Совета «Ялтинской европейской стратегии».
С 2014 года — член Совета Директоров украинской газодобывающей компании «Burisma Group»

## Награды
- Большой крест с лентой ордена «За заслуги перед Итальянской Республикой» (28 мая 1996 года, Италия)[9].
- Орден князя Ярослава Мудрого I степени (1997 год, Украина)[10].
- Орден «За заслуги» I степени (24 ноября 2005 года, Украина) — за выдающийся личный вклад в развитие и укрепление стратегического партнёрства между Украиной и Республикой Польша, содействие повышению авторитета Украины на международной арене[11].
- Орден «Достык» I степени (2002 год, Казахстан)[12]
- Орден «За выдающиеся заслуги» (30 июня 2003 года, Узбекистан) — за выдающиеся заслуги в развитии многосторонних отношений в политической, экономической и гуманитарной областях между Республикой Узбекистан и Республикой Польша, большой вклад в укрепление дружбы и сотрудничества между польским и узбекским народами[13]
- Орден Святого Месропа Маштоца (7 сентября 2004 года, Армения)[14]
- Орден Трёх звёзд I степени (25 апреля 1997 года, Латвия)[15]
- Крест Признания I степени (4 июля 2005 года, Латвия)[16]
- Памятный знак за личный вклад в развитие трансатлантических отношений Литвы и по случаю приглашения Литовской Республики в НАТО (12 февраля 2003 года, Литва)[17]
- Почётный гражданин Еревана (2001)
- Почётный гражданин города Каунас (3 марта 2005 года)[18]
- Почётный профессор МГУ (2004)[19]